# Liste der Baudenkmäler in Naila
Auf dieser Seite sind die Baudenkmäler in der oberfränkischen Stadt Naila zusammengestellt. Diese Tabelle ist eine Teilliste der Liste der Baudenkmäler in Bayern. Grundlage ist die Bayerische Denkmalliste, die auf Basis des Bayerischen Denkmalschutzgesetzes vom 1. Oktober 1973 erstmals erstellt wurde und seither durch das Bayerische Landesamt für Denkmalpflege geführt wird. Die folgenden Angaben ersetzen nicht die rechtsverbindliche Auskunft der Denkmalschutzbehörde.
 Diese Liste gibt den Fortschreibungsstand vom 15. Oktober 2014 wieder und enthält 26 Baudenkmäler.

## Ensembles

### Ensemble Marktplatz

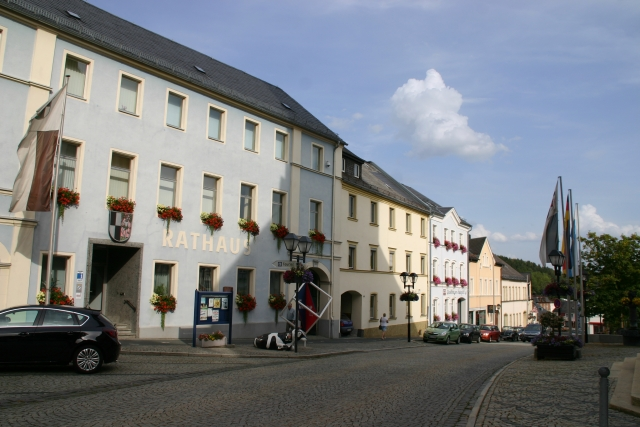
Marktplatz Naila

Das Ensemble (Lage) umfasst den rechteckigen, leicht ansteigenden Marktplatz. Er wird durch eine Verbreiterung der Hauptstraße in ihrem mittleren Verlauf gebildet. An seiner oberen Schmalseite schließen ihn die Südfront der Pfarrkirche und ihr Ostturm beherrschend ab. Die Bebauung der Platzseiten geht auf die Zeit des Wiederaufbaus nach dem Stadtbrand von 1862 zurück. Ihre Einheitlichkeit ist zum Teil durch Modernisierungen beeinträchtigt. Aktennummer: E-4-75-156-1.

## Baudenkmäler nach Gemeindeteilen

### Naila
| Lage                                               | Objekt                                                   | Beschreibung | Akten-Nr.     | Bild                                                     |
| -------------------------------------------------- | -------------------------------------------------------- | --- | ------------- | -------------------------------------------------------- |
| Anger 24 (Standort)                                | Ehemaliges Amtsgericht                                   | Zweigeschossiger Walmdachbau, Sandsteinquader und Ziegel, 1890 | D-4-75-156-25 | Ehemaliges Amtsgericht                                   |
| Anger 26 (Standort)                                | Ehemalige Fronfeste                                      | Dreigeschossiger Turmbau mit Zeltdach, Sandsteingliederungen, 1841                                                                                                   | D-4-75-156-1  | Ehemalige Fronfeste                                      |
| Anger 28 (Standort)                                | Ehemalige markgräfliche Försterei                        | Zweigeschossiger Walmdachbau über hakenförmigen Grundriss, frühes 19. Jahrhundert über älterem Kern                                                                  | D-4-75-156-2  | Ehemalige markgräfliche Försterei                        |
| Hofer Straße (Standort)                            | Wappenstein mit Inschrift                                | Kalkstein, einziger Überrest der 1765–1768 errichteten oberen Selbitzbrücke, („Marmorbrücke“), bezeichnet „1768“, neben dem Brückenneubau von 1994                   | D-4-75-156-13 | Wappenstein mit Inschrift                                |
| Kronacher Straße 19 (Standort)                     | Wohnhaus                                                 | Zweigeschossiger Walmdachbau, zweite Hälfte 19. Jahrhundert | D-4-75-156-4  | Wohnhaus                                                 |
| Kronacher Straße 31 (Standort)                     | Wohnhaus                                                 | Zweigeschossiger Walmdachbau 17.–19. Jahrhundert | D-4-75-156-5  | Wohnhaus                                                 |
| Marktplatz 4 (Standort)                            | Evangelisch-lutherisches Dekanat                         | Zweigeschossiger Traufseitbau mit flachen Seitenrisaliten, um 1865                                                                                                   | D-4-75-156-6  | Evangelisch-lutherisches Dekanat                         |
| Marktplatz 10 (Standort)                           | Versuchsstollen mit Gewölbekeller                        | Um 1700 | D-4-75-156-35 | Versuchsstollen mit Gewölbekeller                        |
| Marktplatz 12 (Standort)                           | Rathaus                                                  | Dreigeschossiges traufständiges abgewalmtes Satteldachhaus, erste und letzte Achse durch Lisenen risalitartig hervorgehoben, Erdgeschoss 1825, Obergeschosse um 1865 | D-4-75-156-8  | Rathaus                                                  |
| Marktplatz 13 (Standort)                           | Evangelisch-lutherische Pfarrkirche Sankt Veit           | dreischiffiges Langhaus mit eingezogenem Chor, Sandsteinquaderbau mit Ostturm, neugotisch, 1869–1871 von Julius Schulz                                               | D-4-75-156-9  | weitere Bilder                                           |
| Martinsberger Straße 2 (Standort)                  | Bildstock                                                | Sandstein, bezeichnet „1568“ | D-4-75-156-11 | Bildstock                                                |
| Neue Straße 1 (Standort)                           | Wohnhaus                                                 | Zweigeschossiger Walmdachbau, Ende 18. Jahrhundert | D-4-75-156-12 | Wohnhaus                                                 |
| Eschenbach (Standort)                              | Kriegerdenkmal, sogenannter Betender Krieger             | gestiftet von Kommerzienrat und Fabrikant Albin Klöber zum Gedenken an die im 1. Weltkrieg gefallenen Werksangehörigen, von Ilse Plehn, 1921                         | D-4-75-156-44 | Kriegerdenkmal, sogenannter Betender Krieger             |
| Eschenbach; Selbitz; St 2195; Steinbühl (Standort) | Eisenbahnbrücke über die Selbitz beim Schauensteiner Weg | Dreijochig in Rundbögen, mit Quaderwerk, 1908–1910 | D-4-75-156-26 | Eisenbahnbrücke über die Selbitz beim Schauensteiner Weg |

### Kleinschmieden
| Lage                                                                  | Objekt                                     | Beschreibung                                                                                                | Akten-Nr.     | Bild                                |
| --------------------------------------------------------------------- | ------------------------------------------ | --- | ------------- | ----------------------------------- |
| Hausleithe, an der Dr.-Fritz-Wiede-Straße (Standort)                  | Quellenhäuschen des Kohlesäurewerks        | Pavillon mit Mansarddach, klassizisierender Heimatstil, um 1910                                             | D-4-75-156-30 | Quellenhäuschen des Kohlesäurewerks |
| Nähe Selbitzgrund, Selbitz, bei der Dr.-Fritz-Wiede-Straße (Standort) | Ehemalige Eisenbahnbrücke über die Selbitz | Dreijochig, mit Quadermauerwerk, 1897–1901 von der Preußischen Staatseisenbahn, Direktion Erfurt, errichtet | D-4-75-156-31 | BW                                  |

### Marlesreuth
| Lage                                                      | Objekt                                             | Beschreibung | Akten-Nr.     | Bild                 |
| --------------------------------------------------------- | -------------------------------------------------- | --- | ------------- | -------------------- |
| Johann-Thomas-Munzert-Straße 5 (Standort)                 | Evangelisch-lutherische Pfarrkirche Simon und Juda | Saalbau mit Emporen, Satteldach mit großem Giebelreiter und geschweifter Haube, 2. Hälfte 17. Jahrhundert, mit Ausstattung | D-4-75-156-15 | weitere Bilder       |
| Nailaer Straße 12, gegenüber Nailaer Straße 13 (Standort) | Steinkreuz                                         | Kalkstein, 1459 | D-4-75-156-16 | Steinkreuz           |
| Nailaer Straße 19 (Standort)                              | Ehemaliges Weberhaus                               | Eingeschossiges Satteldachhaus, frühes 19. Jahrhundert                                                                     | D-4-75-156-28 | Ehemaliges Weberhaus |

### Marmormühle
| Lage                     | Objekt                  | Beschreibung | Akten-Nr.     | Bild                    |
| ------------------------ | ----------------------- | --- | ------------- | ----------------------- |
| Marmormühle 1 (Standort) | Ehemalige Bergwerkmühle | 1618–1628, 1767 Umbau zur Marmorschneidmühle, zweigeschossiger Satteldachbau, mit Wappen, zugehörig: sogenannter Berggraben, Erdwall und Felsdurchbruch. Zulauf: beginnend in Selbitz auf Flur Nr.1247/4 [Gemarkung Selbitz], anschließend nördlich der Selbitz verlaufend als Flur Nr. 1276 [Gemarkung Selbitz], weiter als Flur Nr. 835 [Gemarkung Naila] und an der Marmormühle endend. Ablauf: Beginnend an der Marmormühle Flur Nr.873 [Gemarkung Naila] und weiter als Flur Nr. 872 [Gemarkung Naila], in die Selbitz mündend | D-4-75-156-10 | Ehemalige Bergwerkmühle |

### Marxgrün
| Lage                          | Objekt                          | Beschreibung | Akten-Nr.     | Bild                            |
| ----------------------------- | ------------------------------- | --- | ------------- | ------------------------------- |
| Griesbacher Weg 14 (Standort) | Gesindehaus des Löwelschen Guts | Zweigeschossiges Wohnstallhaus mit Satteldach, Fachwerkobergeschoss, 1. Hälfte 19. Jahrhundert                                                                          | D-4-75-156-17 | Gesindehaus des Löwelschen Guts |
| Griesbacher Weg 16 (Standort) | Herrenhaus des Loewelschen Guts | Ehemals Hammergut, zweigeschossiger Walmdachbau mit Fachwerkobergeschoss und westlichem Anbau, 17./18. Jahrhundert, Scheune mit Halbwalmdach, 1. Hälfte 19. Jahrhundert | D-4-75-156-18 | weitere Bilder                  |
| Mühlweg 11 (Standort)         | Modelsmühle                     | Schneidmühle mit historischer Mühlentechnik der ehemaligen Mahl- und Schneidmühle, 2. Hälfte 19. Jahrhundert                                                            | D-4-75-156-29 | BW                              |

### Nestelreuth
| Lage                            | Objekt               | Beschreibung                                                                                     | Akten-Nr.     | Bild           |
| ------------------------------- | -------------------- | ------------------------------------------------------------------------------------------------ | ------------- | -------------- |
| Nestelreuth 1 a, 1 b (Standort) | Ehemaliges Rittergut | Langgestreckter zweigeschossiger Walmdachbau, im Kern 18. Jahrhundert, nach 1867 wiederaufgebaut | D-4-75-156-21 | weitere Bilder |

### Schottenhammer
| Lage                        | Objekt                               | Beschreibung                                                           | Akten-Nr.     | Bild                                 |
| --------------------------- | ------------------------------------ | ---------------------------------------------------------------------- | ------------- | ------------------------------------ |
| Schottenhammer 2 (Standort) | Herrenhaus des ehemaligen Hammerguts | Zweigeschossiger Mansarddachbau, 2. Hälfte 18. Jahrhundert             | D-4-75-156-22 | Herrenhaus des ehemaligen Hammerguts |
| Schottenhammer 6 (Standort) | Ehemalige Mühle                      | Zweigeschossiger Walmdachbau mit verputztem Fachwerkobergeschoss, 1706 | D-4-75-156-23 | weitere Bilder                       |

### Unterklingensporn
| Lage                           | Objekt                               | Beschreibung                                             | Akten-Nr.     | Bild                                 |
| ------------------------------ | ------------------------------------ | -------------------------------------------------------- | ------------- | ------------------------------------ |
| Unterklingensporn 1 (Standort) | Herrenhaus des ehemaligen Hammerguts | Zweigeschossiger Mansarddachbau, Lisenengliederung, 1768 | D-4-75-156-24 | Herrenhaus des ehemaligen Hammerguts |

## Ehemalige Baudenkmäler
In diesem Abschnitt sind Objekte aufgeführt, die früher einmal in der Denkmalliste eingetragen waren, jetzt aber nicht mehr. Objekte, die in anderem Zusammenhang also z. B. als Teil eines Baudenkmals weiter eingetragen sind, sollen hier nicht aufgeführt werden. Aktennummern in diesem Abschnitt sind ehemalige, jetzt nicht mehr gültige Aktennummern.

| Lage                                    | Objekt                | Beschreibung                                                            | Akten-Nr.     | Bild           |
| --------------------------------------- | --------------------- | ----------------------------------------------------------------------- | ------------- | -------------- |
| Naila Marktplatz 11 (Standort)          | Türrahmung            | Geohrt, 18. Jahrhundert                                                 | D-4-75-156-7  | Türrahmung     |
| Lippertsgrün Friedenseiche 2 (Standort) | Türkeilstein          | Bezeichnet „1835“                                                       | D-4-75-156-14 | weitere Bilder |
| Marxgrün Hammerweg 9–11 (Standort)      | Ehemaliges Hammerwerk | Walmdachbau, talseitig mit Strebepfeilern versehen, 16./17. Jahrhundert | D-4-75-156-19 | BW             |

## Abgegangene Baudenkmäler
In diesem Abschnitt sind Objekte aufgeführt, die früher einmal in der Denkmalliste eingetragen waren, jetzt aber nicht mehr existieren, z. B. weil sie abgebrochen wurden. Aktennummern in diesem Abschnitt sind ehemalige, jetzt nicht mehr gültige Aktennummern.

| Lage                         | Objekt     | Beschreibung                                                               | Akten-Nr.    | Bild |
| ---------------------------- | ---------- | -------------------------------------------------------------------------- | ------------ | ---- |
| Naila Braugasse 4 (Standort) | Türrahmung | Geohrt, 18. Jahrhundert; an dieser Stelle befindet sich 2012 ein Parkplatz | D-4-75-156-3 | BW   |